# 新六所
新六所，位于北京市海淀区万寿路15号，是1949年建设的中共中央领导人居所。

## 简介
1949年北平和平解放后，1949年3月毛泽东等中共中央领导人及中共中央机关、中国人民解放军总部从河北省建屏县（今平山县）西柏坡迁至北平。进入北平后，中共中央多数机关临时安置在西山的园林和旧寺庙内。当时中共中央设想在复兴门到石景山一带的农田和菜地兴建新城，并在万寿路地区兴建中央领导办公和居住地。中共中央同时决定，在新的办公地点建成前，为工作方便，中央机关及中央领导人暂到中南海办公。1949年6月，毛泽东从香山双清别墅搬进中南海丰泽园菊香书屋。
为解决中共中央机关和中共中央领导人的办公、生活用房，中共中央办公厅决定筹组修建办事处。1949年4月，中央供给部副部长范离、供给处副处长彭则放带领部分人员组建了中共中央直属机关修建办事处（简称“中直修办处”）。不久，中央军委总务处的许东也带领数十人加入组建工作中。1949年5月，中直修办处开始在万寿路办公区（今万寿路口东北角的房修一公司及中央警卫局宿舍处）办公。当时中直修办处下设新市区工程处、经理处及秘书、人事、审计、行政等等直属科。当时北平都市规划曾有将中央党政军中心放在旧城西郊的想法，将公主坟以西地区划为新市区。为建设该新市区，还成立了新市区工程处，处长为清华大学教授王明之，副处长为彭则放，经理处处长为许东。起初新市区工程处受北平市建设局（局长曹言行）和中直修办处双重领导。
1949年7月1日，中直修办处正式成立，中共中央宣传部副部长徐特立到会并讲话。中直修办处主任为范离，顾问为梁思成，中共中央办公厅有关部门也派员参加了中直修办处的领导工作。为加强领导，经中共中央办公厅批准，又成立了“中直各机关房屋修建管理委员会”，由范离主持，成员包括中南海行政处、香山机要处、中共中央统战部、中共中央供给部、中共中央组织部、中直修办处等单位。
当时中直修办处的主要任务是为中共中央直属机关修缮新接管的旧房，购买办公家具、交通工具、各类设施，同时为中央机关筹建新楼、礼堂、生活用房。仅在1949年内，中直修办处便为中央机关修缮房屋将近2万平方米。中直修办处成立初期，立项的主要工程包括建设新六所、中南海西楼书记处办公楼、玉泉山别墅、中共中央统战部办公楼、育英学校、中直保育院、中直礼堂及招待所、北京医院门诊楼、军委通讯部、中联部办公楼及宿舍等。
1949年底，苏联援华专家来到北京，推翻了原北京市规划设想，认为应以北京旧城为基础进行改造。同时因1950年朝鲜战争爆发，且经济困难，在万寿路只建了六所房子便停建。这六所房子组成一个院落，人称“新六所”。中央机关及中央领导人也没有从中南海迁来，而只是将新六所作为中央领导人在中南海外的另一处居住地。新六所共有六栋小楼，中共中央五大常委毛泽东、刘少奇、周恩来、朱德、任弼时一人一栋，工作人员住一栋。1952年任弼时逝世后，由陈云接替。毛泽东住进中南海后，有时仍来这里居住。直到1958年以后，毛泽东才不再来新六所居住；其他几位领导人也很少来此居住了。
新六所的兴建时间当在1949年夏秋之际。因1950年3月毛泽东访问苏联归国后，在新六所小厨房里见到了改任毛泽东家生活管理员的原卫士武廷象，这说明毛泽东已入住新六所一号楼。而北京每年11月至翌年2-3月间气温低，不便室外施工。可见此前新六所已建成。张耀祠回忆道，1953年5月他出任中央警卫团团长时，职责包括保卫新六所。
1969年林副主席指示第一号令下达后，全国人大常委会委员长朱德被从北京疏散到广州。1970年因全国人大常委会要开会讨论《中华人民共和国宪法》修订工作，朱德接到通知返回北京。这次朱德回北京后，再不肯进中南海居住，而是在“新六所”第五所和女儿、孙子们一起居住，直到朱德1976年逝世。
1989年下半年，朱德夫人康克清中风。当天下午，康克清参加全国政协常委会，散会上汽车时，政协工作人员发了一份新文件，回到万寿路甲15号即新六所的寓所后，康克清让秘书将新文件读给她听，文件讲述罗马尼亚近来发生剧变，罗马尼亚总统尼古拉·齐奥塞斯库夫妇遭到逮捕，并介绍了其子女、女婿们的情况。听完文件后，康克清心情沉重，吃晚饭时发生中风，随即被送到中国人民解放军总医院抢救。